# Acueducto romano de Briord
El acueducto romano de Briord, a veces llamado aqueduc romain de Briarette, es un túnel-acueducto situado en Briord, en el departamento de Ain en Francia. Descubierto a principios del siglo XX, fue declarado monumento histórico en 1904.
El acueducto captaba el agua de manantial del río Brivaz en Montagnieu, atravesaba la colina de Briarette y desembocaba en el asentamiento romano de vicus Brioratensis en Briord. Solo se conoce la parte subterránea, bajo la colina.

## Ubicación

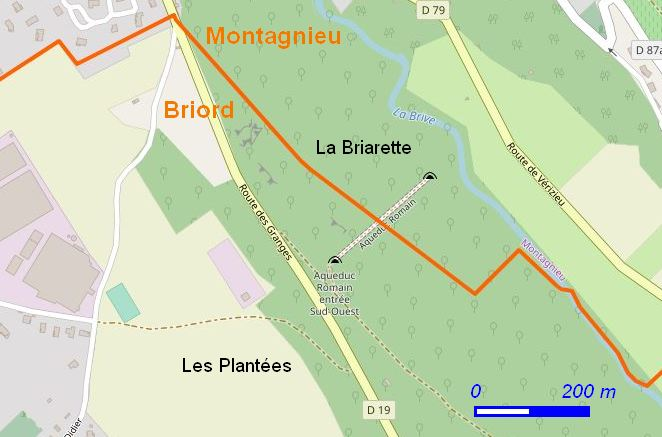
Trazado conocido del acueducto.

El acueducto está situado en el departamento francés de Ain, en la comuna de Briord, entre el curso del Ródano y las estribaciones del Jura. Consiste en un túnel de aproximadamente 200 m que atraviesa la colina de Briarette (también conocida como colina de Bruyaret), tomando el agua del río Brivaz en la zona de Montagnieu al noreste, desembocando al suroeste en el valle del Ródano a la altura del vicus Brioratensis, asentamiento galorromano.

## Descripción

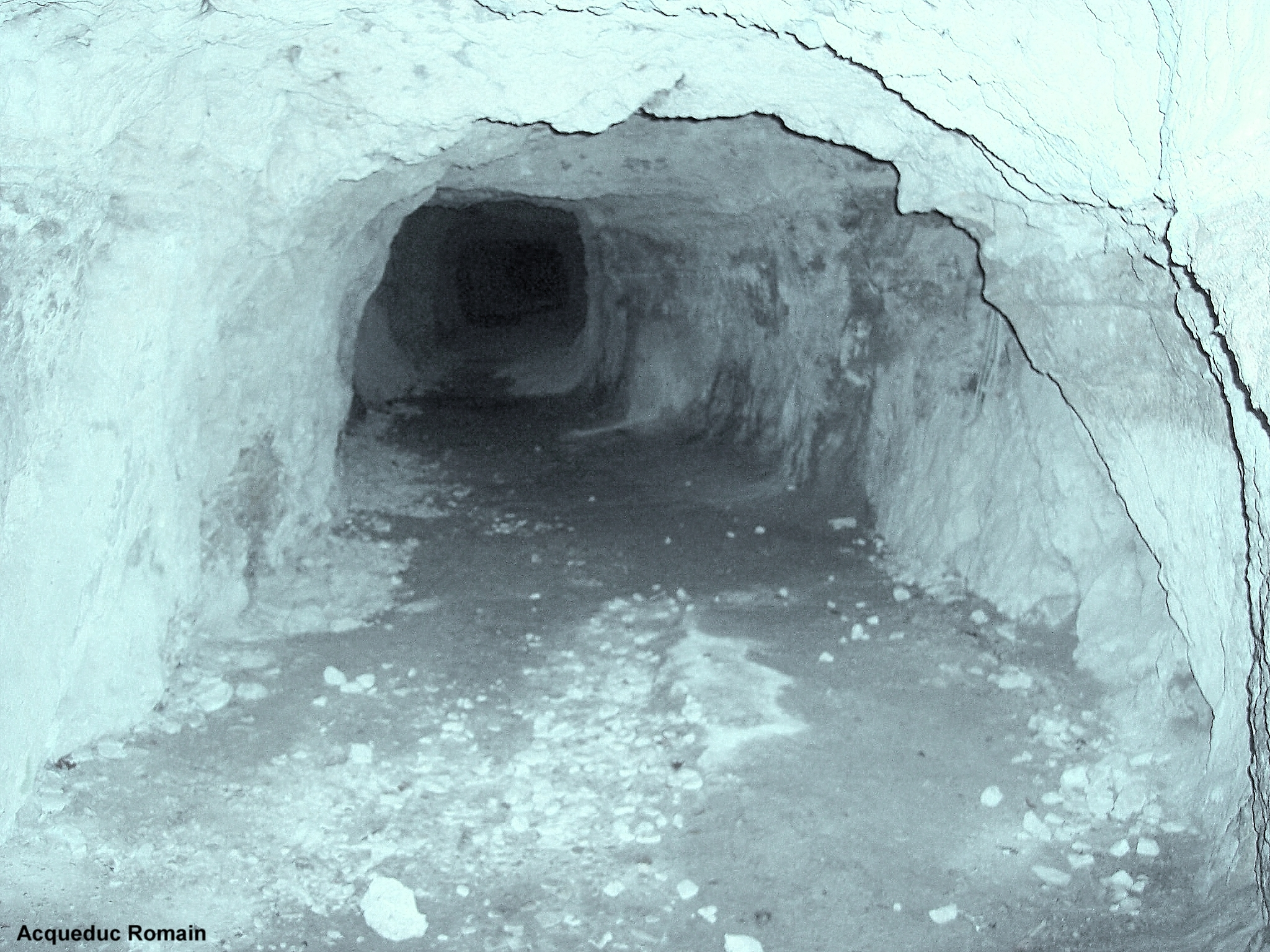
Abertura del acueducto.

La longitud del túnel, que atraviesa la colina en dirección general noreste-suroeste,, se estimaba entre 200 y 230 m de longitud al principio del siglo XX y se medía con más precisión en 197 m. La diferencia de nivel entre la toma de agua del Brivaz y la salida del túnel hacia Briord es de 32 m, lo que crea un desnivel importante para un acueducto. Probablemente existía una instalación en la toma de agua, cuyos restos pueden verse en los bloques de piedra in situ. En este lugar, un embalse con muros de medio metro de espesor fue destruido en 1844. La captación de agua del Brivaz estaría 200 m aguas arriba de la entrada del túnel, en un punto donde se pueden ver hiladas de piedra maciza cortada regularmente, posiblemente de construcción romana. Según Marchand, podría tratarse de una presa que elevaba el nivel del río y alimentaba el acueducto a través de un canal de derivación.

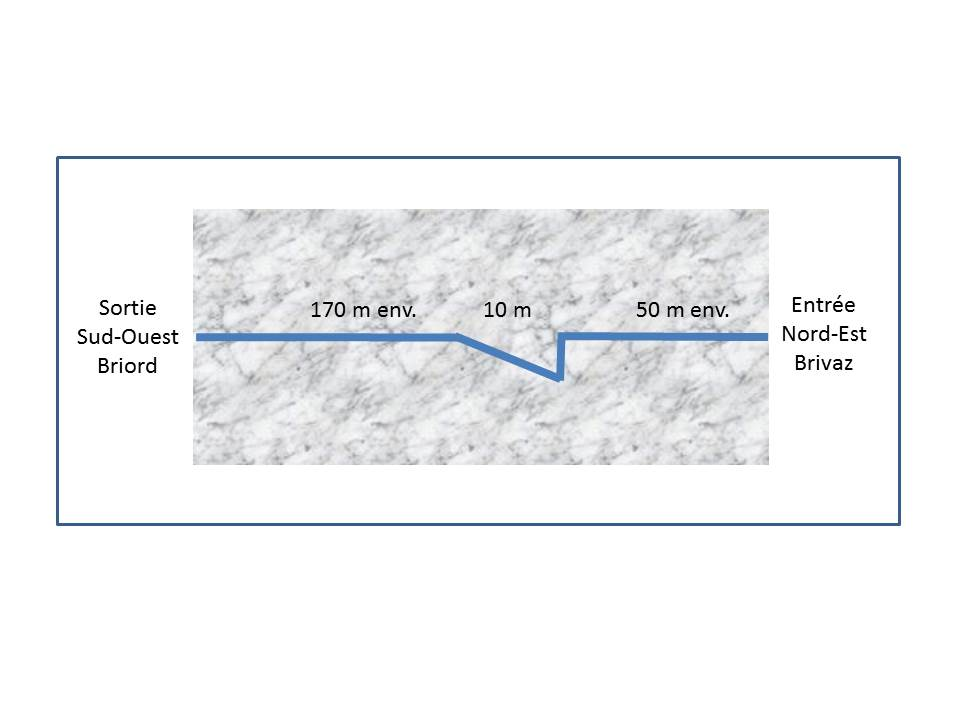
Acueducto-túnel de Briord, trazado esquemático.

El túnel está excavado en roca caliza compacta. En el lado del valle de Brivaz, la entrada está formada en gran parte por una abertura de 2,7 m de anchura y 5 m de altura, a una profundidad de 7,5 metros, en cuyo fondo se abre el túnel. El túnel tiene una anchura aproximada de 2 m y una altura de 2,7 m a 1,6 m. Aproximadamente a 50 m de la entrada, el trazado se curva en ángulo recto durante 3 m y luego vuelve a su dirección original y sale por el lado de Briord. Marchand interpreta este ángulo marcado como la confluencia de dos equipos de mineros, cada uno de los cuales partía de un extremo de la ruta prevista. El equipo que partió de Briord cavó durante más tiempo y se habría desviado hacia su derecha en un intento de localizar al otro equipo por el sonido. La desviación también puede apreciarse verticalmente, con una elevación de 0,7 m en el cruce.
No se encontraron inscripciones antiguas durante las exploraciones de principios del siglo XX, ni en las entradas ni en el interior del túnel. Un fragmento de inscripción paleocristiana hallado hacia 1980 en la entrada de Briord no es más que un bloque 
utilizado para la construcción de una zanja reciente.

## Historia

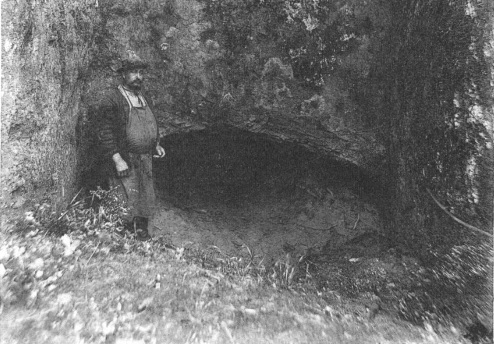
Entrada noreste semiobstruida del túnel-acueducto antes de 1905, en el lado del valle de Brivaz.

En 1853, Alexandre Sirand realizó algunas excavaciones a sus expensas y exploró el túnel excavado en la ladera. Encontró varios nombres grabados en la pared con carbón o tiza, a veces acompañados de fechas, huellas de visitas anteriores. Alexandre Sirand publicó su exploración en una revista cultural del Ain, y el lugar volvió al abandono.
En 1900, la galería, cuyas aberturas estaban abarrotadas de escombros de tierra y roca, fue parcialmente despejada por el párroco de Briod, el abad Jacquand, que organizó una visita para los abades Marchand y Morgon el 13 de agosto de 1900: primero en la entrada del lado de Briord, a lo largo de unos veinte metros, y después en el otro extremo, del lado de Brivaz. La abertura de la galería excavada en la roca tiene una anchura de 3 m y una longitud de 4 a5 m. La anchura del túnel, que abarca más de cien metros, es de un metro y medio a dos metros, con una altura que varía entre 1,5 y 1,8 m, excepto en las entradas que están parcialmente bloqueadas con escombros. La parte central del túnel estaba intransitable en el momento de esta visita, pero los visitantes estiman que su longitud total es de unos 200 m. Las marcas de cincel de los mineros del túnel son visibles en las paredes, y su diferente oblicuidad en las distintas entradas indica que dos equipos comenzaron a excavar en cada extremo. Se desviaron antes de llegar a su punto de encuentro, que por tanto forma una curva. Los visitantes no saben si se trata de una desviación involuntaria o de una sinuosidad creada para romper la fuerza de la corriente, hipótesis defendida por Adrien Blanchet.
La construcción fue clasificado como monumento histórico por decreto del 8 de agosto de 1904
En 1905, el Ministerio de Bellas Artes (1500 francos), el Conseil général de l'Ain y la Société d'émulation de l'Ain (por 200 francos cada uno) concedieron subvenciones para completar el desmonte del túnel. En 1906, gracias a esta financiación, el Sr. Chevelu comenzó a despejar el lugar.
En 2019, un equipo de topógrafos modeló digitalmente el acueducto.